# Haplochromis obesus
Haplochromis obesus är en fiskart som först beskrevs av Boulenger, 1906.  Haplochromis obesus ingår i släktet Haplochromis och familjen Cichlidae. IUCN kategoriserar arten globalt som akut hotad. Inga underarter finns listade i Catalogue of Life.